# Donji Čaglić
Donji Čaglić is een plaats in de gemeente Lipik in de Kroatische provincie Požega-Slavonië. De plaats telt 257 inwoners (2001).